# Плистина
Плисти́на (болг. Плъстина) — село в Тирговиштській області Болгарії. Входить до складу общини Омуртаг.

## Населення
За даними перепису населення 2011 року у селі проживали 607 осіб.
Національний склад населення села:
| Національність   | Кількість осіб | Відсоток |
| ---------------- | -------------- | -------- |
| турки            | 480            | 94,9 %   |
| болгари          | 9              | 1,8 %    |
| цигани           | 0              | 0 %      |
| інша             | 13             | 2,6 %    |
| не визначились   | 4              | 0,8 %    |
| Всього відповіли | 506            |          |

Розподіл населення за віком у 2011 році:
Динаміка населення: